# Gençlerbirliği OFTAŞ 2007-2008
Questa voce raccoglie le informazioni riguardanti il Gençlerbirliği OFTAŞ nelle competizioni ufficiali della stagione 2007-2008.

## Stagione
In questa stagione la squadra è neopromossa in Süper Lig, dove ottiene l'11º posto finale. Al termine della stagione si conclude la collaborazione con l'altra squadra cittadina, il Gençlerbirliği, modificando - per gli anni a venire - la propria ragione sociale in Hacettepe Spor Kulübü.

## Rosa
| N. |                      | Ruolo | Calciatore        |
| -- | -------------------- | ----- | ----------------- |
| 1  | Turchia (bandiera)   | P     | Ferhat Odabasi    |
| 3  | Turchia (bandiera)   | D     | Murat Selvi       |
| 4  | Turchia (bandiera)   | D     | Giray Kaçar       |
| 5  | Turchia (bandiera)   | D     | İlhan Eker        |
| 7  | Turchia (bandiera)   | C     | Cagatay Tekin     |
| 8  | Turchia (bandiera)   | A     | Savas Esen        |
| 9  | Australia (bandiera) | C     | Mile Sterjovski   |
| 10 | Turchia (bandiera)   | A     | Eren Özen         |
| 11 | Turchia (bandiera)   | C     | Kemal Yildirim    |
| 14 | Turchia (bandiera)   | P     | Recep Biler       |
| 15 | Turchia (bandiera)   | C     | Kenan Camoglu     |
| 16 | Turchia (bandiera)   | D     | Hakan Aslantaş    |
| 17 | Serbia (bandiera)    | A     | Aleksandar Jevtić |
| 18 | Ghana (bandiera)     | C     | Aminu Mohammed    |
| 19 | Brasile (bandiera)   | C     | Tozo              |
| 20 | Turchia (bandiera)   | C     | Kadir Bekmezci    |
| 21 | Turchia (bandiera)   | P     | Sener Özcan       |

| N. |                    | Ruolo | Calciatore      |
| -- | ------------------ | ----- | --------------- |
| 22 | Turchia (bandiera) | C     | Serkan Atak     |
| 23 | Turchia (bandiera) | C     | Olgay Coskun    |
| 24 | Ghana (bandiera)   | A     | James Boadu     |
| 26 | Turchia (bandiera) | A     | Ibrahim Sahin   |
| 30 | Ghana (bandiera)   | A     | Shaibu Yakubu   |
| 34 | Turchia (bandiera) | C     | Bülent Kocabey  |
| 44 | Turchia (bandiera) | D     | Cevher Toktaş   |
| 55 | Serbia (bandiera)  | D     | Nikola Petković |
| 61 | Turchia (bandiera) | A     | Ümit Tütünci    |
| 67 | Turchia (bandiera) | D     | Orhan Şam       |
| 68 | Turchia (bandiera) | C     | Ufuk Es         |
| 69 | Turchia (bandiera) | D     | Murat Kalkan    |
| 77 | Turchia (bandiera) | D     | Ufuk Arslan     |
| 90 | Turchia (bandiera) | P     | Ulas Güler      |
| 98 | Turchia (bandiera) | A     | Ali Bayraktar   |
| 99 | Brasile (bandiera) | A     | Sandro Mendonça |
| -  | Turchia (bandiera) | A     | Bülent Karaman  |